# Замок Каммер на Аттерзе I
«Замок Каммер на Аттерзе I» (нем. Schloss Kammer am Attersee I), также «Замок на воде» (нем. Wasserschloss) — пейзаж австрийского художника Густава Климта. Первая из четырёх картин под этим названием, созданных в 1908—1910 годах на летнем загородном отдыхе на вилле «Олеандр» в Шёрфлинг-ам-Аттерзе, которую Климт с семейством Флёге снимал у владелицы замка Каммер графини Кефенхюллер. «Замок Каммер на Аттерзе I» отражает изменение живописи Климта, выразившееся в укреплении композиции и строго параллельной структуре картины.
Климт выбрал для пейзажа замка вид с мостков прилегавшей к вилле лодочной пристани, откуда за отражающей берег водной гладью озера Аттерзе через высокие пирамидальные тополя проглядывал кубический фасад Каммера. Художник сконструировал окрестности замка на пейзаже без учёта реального пространства: узнаваемая церковная колокольня, которая возвышается на пейзаже рядом с замком, в действительности находится в Зевальхене, её от замка отделяет дистанция около восьми сотен метров по воде, что художник скрывает бесконтурным изображением лесов и наложением сюжетных мотивов. С помощью картонного «видоискателя» собственного изобретения, подзорной трубы и театрального бинокля находившийся на пристани Климт как бы препарировал видимый глазом ландшафт на отдельные зоны, а затем собрал его в новой схеме. Система прямоугольников и квадратов создаёт на по-климтовски атмосферном импрессионистском моментальном снимке впечатление гармоничной тишины и стабилизирует композицию пейзажа, плоскость которого поделена между озером и берегом. Поднятая линия горизонта, отсутствие теней, параллельность и силуэтность изображения в сочетании с тонкой техникой нанесения красок в скудной палитре оттенков зелёного, охры и белого позволили художнику добиться в картине максимально высокого уровня «плоскостности» изображения при сохранении реалистично-иллюзионистского сюжета пейзажа. Пейзаж «Замок на воде» впервые демонстрировался публике на Венской художественной выставке 1909 года, в отзывах с которой пейзаж был назван «главным и блестящим произведением». В 1910 году пейзаж принимал участие в выставке Союза чешсконемецких художников в Праге, где и был выкуплен у автора.